# Al-Batin
Al-Batin (en árabe: باطن‎) literalmente significa "interior", "interno", "oculto", etc. El Corán, por ejemplo, tiene un significado oculto, en contraste con su exterior o significado aparente, el Zahir. Los sufíes creen que cada individuo tiene un batin en el mundo de las almas. Es el interior de la propia persona; cuando se limpia con la luz del guía espiritual, se eleva a una persona espiritual.
Esta noción está conectado a al-Lah's atributo de lo Oculto, que no se ve pero que existe en todo el reino.
Grupos musulmanes creen que batin puede ser plenamente comprendida únicamente por una figura con el conocimiento esotérico. Para los Musulmanes Chiitas, que es el Imam de la Época.
En un sentido más amplio,  es el significado interior o realidad detrás de toda existencia, el Zahir es el mundo de las formas y del significado aparente.